# Investigación sobre la reutilización de medicamentos contra COVID-19
El reposicionamiento de fármacos (también conocido como reutilización de fármacos, reperfilado, reasignación de tareas o cambio terapéutico) es la reutilización de un fármaco aprobado para el tratamiento de una enfermedad o condición médica diferente de aquella para la que se desarrolló originalmente. Esta es una de las líneas de investigación científica que se está llevando a cabo para desarrollar tratamientos seguros y eficaces contra la COVID-19. Otras líneas de investigación incluyen el desarrollo de una vacuna contra el COVID-19 y la transfusión de plasma convaleciente.
Varios medicamentos antivirales existentes, previamente desarrollados o utilizados como tratamientos para el síndrome respiratorio agudo severo (SARS), el síndrome respiratorio de Oriente Medio (MERS), el VIH/SIDA y la malaria, han sido investigados como posibles tratamientos contra la COVID-19, y algunos de ellos han pasado a los ensayos clínicos.
En una declaración a la revista Nature Biotechnology en febrero de 2020, el jefe de la Unidad de Ecología Viral de los Institutos Nacionales de la Salud de EE. UU., Vincent Munster, declaró: "La disposición genómica general y la cinética de replicación general y la biología de los virus MERS, SARS y [SARS-CoV-2] son muy similares, por lo que probar fármacos dirigidos a partes relativamente genéricas de estos coronavirus es un paso lógico".

## Anticuerpos monoclonales
Entre los anticuerpos monoclonales que se están investigando para su readaptación se encuentran los agentes anti-IL-6 (tocilizumab) y anti-IL-8 (BMS-986253). (Esto es paralelo a los nuevos fármacos de anticuerpos monoclonales desarrollados específicamente para COVID-19).
El mavrilimumab es un anticuerpo monoclonal humano que inhibe el receptor del factor estimulante de colonias de granulocitos humanos (GM-CSF-R). Se ha estudiado para ver si puede mejorar el pronóstico de los pacientes con neumonía COVID-19 e hiperinflamación sistémica. Un pequeño estudio indicó algunos efectos beneficiosos del tratamiento con mavrilimumab en comparación con los que no lo recibieron.
En enero de 2021, el Servicio Nacional de Salud del Reino Unido emitió una guía en la que se indicaba que los fármacos inmunomoduladores tocilizumab y sarilumab eran beneficiosos cuando se administraban con prontitud a las personas con COVID-19 ingresadas en cuidados intensivos, tras una investigación en la que se encontró una reducción del riesgo de muerte en un 24%.

### Tocilizumab
El tocilizumab es un inhibidor de la interleucina 6 autorizado para su uso en varias afecciones, como la artritis reumatoide, la arteritis de células gigantes, la artritis idiopática juvenil sistémica y el síndrome de liberación grave de citoquinas. Su uso se ha estudiado en varios ensayos.
Hoffmann-La Roche y la OMS han realizado ensayos por separado en casos graves. Roche anunció el 29 de julio de 2020 que su ensayo aleatorio doble ciego de tocilizumab para el tratamiento de la neumonía en pacientes con Covid no había mostrado beneficios.
El estudio REMAP-CAP, realizado en el Reino Unido, descubrió que el tocilizumab era beneficioso en los adultos con Covid-19 grave, que estaban en estado crítico y recibían soporte de órganos respiratorios o cardiovasculares en un entorno de cuidados intensivos, cuando éste se iniciaba dentro de las 24 horas siguientes a la necesidad de soporte de órganos. El uso de tocilizumab y su lugar en la terapia han sido actualizados por el NICE del Reino Unido en enero de 2021.
Ha formado parte del gran ensayo RECOVERY en el Reino Unido. Los resultados publicados se han revisado como la evidencia más definitiva que aborda la controversia sobre si tocilizumab debe incluirse en el tratamiento de los pacientes graves con COVID-19. Más de 4000 adultos fueron asignados aleatoriamente a tocilizumab o a la atención habitual, varias veces más que el total de los ensayos aleatorios anteriores, y la mayoría de los pacientes recibieron corticoides sistémicos. La mortalidad a los 28 días fue del 31% en los pacientes asignados a tocilizumab y del 35% en los que recibieron la atención habitual (ratio de tasas 0-85; p=0-0028). El alta hospitalaria en 28 días también fue más probable.
En junio de 2021, la Administración de Alimentos y Medicamentos de los Estados Unidos (FDA) emitió una autorización de uso de emergencia (EUA) para tocilizumab para el tratamiento de COVID-19 en personas hospitalizadas de dos años de edad o más que están recibiendo corticosteroides sistémicos y requieren oxígeno suplementario, ventilación mecánica no invasiva o invasiva, u oxigenación por membrana extracorpórea (ECMO).
A partir de agosto de 2021, la Agencia Europea del Medicamento (EMA) está evaluando tocilizumab para ampliar su uso al tratamiento de adultos hospitalizados con COVID-19 grave que ya estén recibiendo tratamiento con corticosteroides y requieran oxígeno adicional o ventilación mecánica (respiración asistida por una máquina).

## Antivirales
La investigación se centra en la reutilización de los fármacos antivirales aprobados que se han desarrollado previamente contra otros virus, como el MERS-CoV, el SARS-CoV y el virus del Nilo Occidental. Entre ellos se encuentran el favipiravir, el remdesivir, la ribavirina, la triazavirina y el umifenovir.
La combinación de artesunato/pironaridina resultó tener un efecto inhibidor sobre el SARS-CoV-2 en pruebas in vitro con células Hela. El artesunato/pironaridina mostró una tasa de inhibición del título del virus del 99% o más después de 24 horas, mientras que la citotoxicidad también se redujo. En un preimpreso publicado en julio de 2020, se informó de que la pironaridina y el artesunato presentan una actividad antiviral contra los virus del SARS-CoV-2 y de la gripe utilizando células epiteliales de pulmón humano (Calu-3). Está en fase II de ensayo clínico en Corea del Sur y en Sudáfrica.
GS-441524 es el nucleósido del remdesivir ProTide. Se ha demostrado que cura a los gatos infectados con peritonitis infecciosa felina (PIF), una forma felina de coronavirus, con una tasa de curación del 96%. Los estudios han demostrado que, incluso cuando se administra remdesivir, el GS-441524 es el metabolito predominante que circula en el suero debido a la rápida hidrólisis de los profármacos de remdesivir, seguida de la desfosforilación.[¿Fuente médica poco fiable? ] Algunos investigadores han sugerido su utilidad como tratamiento para la COVID-19, señalando una síntesis más fácil, la falta de metabolismo de primer paso en el hígado, una mayor hidrofilia y la formación de trifosfato en tipos de células independientemente de la expresión de CES1 y CTSA, las enzimas necesarias para bioactivar el remdesivir.
El molnupiravir es un fármaco desarrollado para tratar la gripe. Se encuentra en ensayos de fase II como tratamiento del COVID-19. En diciembre de 2020, los científicos informaron de que el fármaco antivírico molnupiravir desarrollado para el tratamiento de la gripe puede suprimir completamente la transmisión del SARS-CoV-2 en 24 horas en hurones cuya transmisión del COVID-19 se asemeja mucho a la propagación del SARS-CoV-2 en poblaciones humanas de adultos jóvenes.
La niclosamida fue identificada como un candidato a antiviral en un ensayo de cribado de fármacos in vitro realizado en Corea del Sur.
Los inhibidores de la proteasa, que se dirigen específicamente a la proteasa 3CLpro, se están investigando y desarrollando en el laboratorio, como CLpro-1, GC376 y Rupintrivir.
Las especies de coronavirus poseen una resistencia intrínseca a la ribavirina.

### Favipiravir
El favipiravir es un fármaco antiviral aprobado para el tratamiento de la gripe en Japón. Existen pruebas limitadas que sugieren que, en comparación con otros fármacos antivirales, el favipiravir podría mejorar los resultados de las personas con COVID-19, pero se necesitan estudios más rigurosos antes de sacar conclusiones.
Los ensayos clínicos chinos realizados en Wuhan y Shenzhen pretendían demostrar que el favipiravir era "claramente eficaz". De los 35 pacientes de Shenzhen, el resultado fue negativo en una media de 4 días, mientras que la duración de la enfermedad fue de 11 días en los 45 pacientes que no lo recibieron. En un estudio realizado en Wuhan sobre 240 pacientes con neumonía, la mitad recibió favipiravir y la otra mitad umifenovir. Los investigadores descubrieron que los pacientes se recuperaban de la tos y la fiebre más rápidamente cuando eran tratados con favipiravir, pero que no había cambios en el número de pacientes de cada grupo que progresaban a fases más avanzadas de la enfermedad que requerían tratamiento con un respirador.
El 22 de marzo de 2020, Italia aprobó el fármaco para su uso experimental contra la COVID-19 y comenzó a realizar ensayos en las tres regiones más afectadas por la enfermedad. La Agencia Farmacéutica Italiana recordó que las pruebas existentes en apoyo del medicamento son escasas y preliminares.
El 30 de mayo de 2020, el Ministerio de Sanidad ruso aprobó una versión genérica de favipiravir denominada Avifavir, que demostró ser muy eficaz en la primera fase de los ensayos clínicos.
En junio de 2020, la India aprobó el uso de una versión genérica de favipravir denominada FabiFlu, desarrollada por Glenmark Pharmaceuticals, para el tratamiento de casos leves a moderados de COVID-19.
El 26 de mayo de 2021, una revisión sistemática halló un 24% más de posibilidades de mejora clínica cuando se administraba en los primeros siete días de hospitalización, pero no hubo una reducción estadísticamente significativa de la mortalidad en ninguno de los grupos, incluidos los pacientes hospitalizados y los que presentaban síntomas leves o moderados.

### Lopinavir/ritonavir
En marzo de 2020, se identificó la principal proteasa (3CLpro) del virus del SRAS-CoV-2 como objetivo para los fármacos postinfección. La enzima es esencial para procesar la poliproteína relacionada con la replicación. Para encontrar la enzima, los científicos utilizaron el genoma publicado por investigadores chinos en enero de 2020 para aislar la proteasa principal. Los inhibidores de la proteasa aprobados para el tratamiento de los virus de la inmunodeficiencia humana (VIH) -lopinavir y ritonavir- tienen pruebas preliminares de actividad contra los coronavirus, el SARS y el MERS. Como posible terapia combinada, se utilizan juntos en dos brazos de fase III del proyecto mundial Solidaridad 2020 sobre COVID-19. Un estudio preliminar realizado en China sobre la combinación de lopinavir y ritonavir no encontró ningún efecto en las personas hospitalizadas por COVID-19.
Un estudio sobre lopinavir/ritonavir (Kaletra), una combinación de los antivirales lopinavir y ritonavir, concluyó que "no se observaron beneficios". Los fármacos se diseñaron para inhibir la replicación del VIH al unirse a la proteasa. Un equipo de investigadores de la Universidad de Colorado está intentando modificar los fármacos para encontrar un compuesto que se una a la proteasa del SARS-CoV-2. La comunidad científica critica que se destinen recursos a la readaptación de fármacos desarrollados específicamente para el VIH/SIDA, ya que es poco probable que dichos fármacos sean eficaces contra un virus que carece de la proteasa específica del VIH-1 a la que se dirigen. La OMS incluyó el lopinavir/ritonavir en el ensayo internacional Solidarity.
El 29 de junio, los investigadores principales del ensayo RECOVERY del Reino Unido informaron de que no había ningún beneficio clínico del uso de lopinavir-ritonavir en 1.596 personas hospitalizadas con infección grave por COVID-19 durante 28 días de tratamiento.
Un estudio publicado en octubre de 2020, en el que se examinaron los fármacos aprobados por la FDA que se dirigen a la proteína de espiga (S) del SARS-CoV-2, propuso que la actual fórmula de combinación desequilibrada de lopinavir podría, de hecho, interferir con la actividad de bloqueo del ritonavir en la interacción entre el dominio de unión al receptor y la enzima convertidora de angiotensina humana-2 (RBD-hACE2), limitando así de forma efectiva su beneficio terapéutico en los casos de COVID-19.

### Remdesivir
Remdesivir, vendido bajo la marca Veklury, es un medicamento antiviral de amplio espectro desarrollado por la empresa biofarmacéutica Gilead Sciences. Se administra mediante una inyección en vena. Durante la pandemia de COVID-19, el remdesivir fue aprobado o autorizado para su uso de emergencia para tratar el COVID-19 en unos 50 países. Las directrices actualizadas de la Organización Mundial de la Salud en noviembre de 2020 incluyen una recomendación condicional contra el uso de remdesivir para el tratamiento del COVID-19.
El remdesivir se desarrolló originalmente para tratar la hepatitis C, y posteriormente se investigó para la enfermedad por el virus del Ébola y las infecciones por el virus de Marburgo antes de ser estudiado como tratamiento post-infección para el COVID-19.
El efecto secundario más común en voluntarios sanos es el aumento de los niveles de enzimas hepáticas en sangre (un signo de problemas hepáticos). El efecto secundario más común en personas con COVID-19 es la náusea. Los efectos secundarios pueden incluir la inflamación del hígado y una reacción relacionada con la infusión con náuseas, presión arterial baja y sudoración.
El remdesivir es un profármaco destinado a permitir la administración intracelular de GS-441524 monofosfato y su posterior biotransformación en GS-441524 trifosfato, un inhibidor análogo de los ribonucleótidos de la ARN polimerasa viral.
La Administración de Alimentos y Medicamentos de los Estados Unidos (FDA) lo considera un medicamento de primera clase.
Antiparasitarios
La idea de readaptar los medicamentos dirigidos al huésped para la terapia antiviral ha experimentado un renacimiento. En algunos casos, la investigación ha puesto de manifiesto las limitaciones fundamentales de su uso para el tratamiento de las infecciones agudas por virus ARN. Entre los antiparasitarios que se han investigado se encuentran la cloroquina, la hidroxicloroquina, la mefloquina, la ivermectina y la atovacuona.